# Guatemala en los Juegos Bolivarianos de 2024
Guatemala participa en los Juegos Bolivarianos de 2024, con una delegación de 130 atletas que competirán en 22 deportes y 33 disciplinas, siendo esta su cuarta participación en Juegos Bolivarianos.

## Participación
Guatemala fue uno de los cinco países invitados a participar en los Juegos Bolivarianos de 2013, celebrados en Ayacucho, Perú.
| Nombre                                                       | Deporte                              | Competición                                   |
| ------------------------------------------------------------ | ------------------------------------ | --------------------------------------------- |
| Oro                                                          |                                      |                                               |
| Alberto González, Viviana Aroche, Mario Pacay y Sandra Raxón | Atletismo                            | Media maratón por relevos mixtos de atletismo |
| Selección de fútbol sala de Guatemala                        | Fútbol sala                          | Campeonato                                    |
| Brandon Lizandro Ramírez González                            | Karate                               | Individual masculino 75 kg                    |
| Plata                                                        |                                      |                                               |
| Deycy Daniela Raymundo De León                               | Ajedrez                              | Rápida individual tablero 02                  |
| Astrid Margarita Santos Santiago                             | Billar                               | Pool bola 9                                   |
| Equipo mixto                                                 | Billar                               | Pool bola 9                                   |
| César David Rodas Morán                                      | Kickboxing                           | -57 kilogramos                                |
| Fabio Alvarado Contreras                                     | Kickboxing                           | -63 kilogramos                                |
| Andrés García Gándara                                        | Kickboxing                           | -71 kilogramos                                |
| Henry Eduardo Esquivel Morales                               | Halterofilia                         | 61 kilogramos                                 |
| Luis Estuardo Lima Pérez                                     | levantamiento de potencia            | 66 kilogramos                                 |
| Jorge Luis Us Chávez                                         | levantamiento de potencia            | 83 kilogramos                                 |
| Wendy Gabriela Godínez Santos                                | Levantamiento de potencia sentadilla | 84 kilogramos                                 |
| Faberson Bonilla Castillo                                    | Patinaje de velocidad                | 200 metros dual time trial                    |
| Bronce                                                       |                                      |                                               |
| Deycy Daniela Raymundo De León                               | Ajedrez                              | Blitz Individual Tablero 02                   |
| Carlos Armando Juárez Flores                                 | Ajedrez                              | Rápida individual tablero 02                  |
| Equipo mixto                                                 | Ajedrez                              |                                               |
| Rodrigo Penedo Rivera                                        | Frontón                              | Individual                                    |
| Pedropablo De La Roca López                                  | Karate                               | -67 kilogramos                                |
| Fernando Calderón Roca                                       | Karate                               | kata individual                               |
| María José Morán Soto                                        | Kickboxing                           | -48 kilogramos                                |
| Isabel Morales Morales                                       | Kickboxing                           | -52 kilogramos                                |
| Cristian Estuardo Chávez Chávez                              | Kickboxing                           | -54 kilogramos                                |
| Váleri Berenice Castañeda Morales                            | Kickboxing                           | -56 kilogramos                                |
| Beverly Shanen De León Cardoza                               | Halterofilia                         | 81 kilogramos                                 |
| Diana Fransineth Recinos Alarcón                             | levantamiento de potencia            | peso ligero sentadilla a 52 kilogramos        |
| Edwin Adolfo Velásquez Pinto                                 | levantamiento de potencia            | peso super pesado de +120 kilogramos          |
| Helen Rubi Rivera Sorto                                      | Patinaje de velocidad                | 200 metros dual time trial                    |
| Helen Rubi Rivera Sorto                                      | Patinaje de velocidad                | 500 metros + Distance sprint                  |
| Cuádruple mixto                                              | Remoergómetro                        |                                               |
| Dobles mixto                                                 | Remoergómetro                        |                                               |
| Nicolle Eugenia González Trujillo                            | Remoergómetro                        | Individual                                    |

## Medallero
| Núm. | País      | Oro | Plata | Bronce | Total |
| ---- | --------- | --- | ----- | ------ | ----- |
| 7    | Guatemala | 3   | 11    | 18     | 32    |